# 巴扎乡 (白朗县)
巴扎乡（藏語：དཔལ་ཚལ་），是中华人民共和国西藏自治区日喀则市白朗县下辖的一个乡镇级行政单位。

## 行政区划
巴扎乡下辖以下地区：
查吾冲村、巴扎村、冲堆村、金嘎村、觉杰村、扎西村、乃琼村、玉堆村、那嘎村、德村、恰仓村、彭仓村和拉东村。